# Robert Krahl
Hermann Robert Krahl (* 7. Juni 1858 in Ebersbach; † 9. März 1922) war ein sächsischer Generalmajor.

## Leben
Robert Krahl stammte aus bescheidenen Verhältnissen und war Sohn des Hauswebers August Krahl. Er besuchte die Johanneum Realschule in Zittau, an der er 1879 die Reifeprüfung ablegte. Nachfolgend besuchte er das königliche Polytechnikum zu Dresden. Im selben Jahr trat Krahl in das Pionier-Bataillon Nr. 12 der sächsischen Armee ein, wo er am 26. Februar 1880 zum Fähnrich ernannt wurde. Am 26. Januar 1881 avancierte er zum Leutnant und durchlief in den folgenden Jahren eine typische militärische Laufbahn im Bataillon. Er wurde am 22. Februar 1885 zum Oberleutnant und am 20. März 1889 zum Hauptmann und Kompaniechef der 4. Kompanie im Verband befördert. Die nächsten Jahre wurde er u. a. zum 11. Infanterie-Regiment Nr. 139 abkommandiert und stieg am 17. April 1898 zum Major ohne Patent auf, wonach er das neuaufgestellte Pionier-Bataillon Nr. 22 in Riesa übernahm. Am 29. März 1900 erhielt er das Patent zu seinem Dienstgrad. Nach weiterer Beförderung zum Oberstleutnant am 23. Juni 1905 erfolgte seine Ernennung zum Kommandeur der sächsischen Pionier in Dresden. In dieser Eigenschaft stieg er am 20. März 1908 zum Oberst auf, wonach er unter Genehmigung seines Abschiedsgesuches am 18. April 1910 zur Disposition gestellt wurde.
Nach Ausbruch des Ersten Weltkrieges wurde Krahl als z.D.-Offizier wiederverwendet und als stellvertretender Kommandeur der Pioniere verwendet. Im Juli 1915 erfolgte dabei die Beförderung zum Generalmajor.